# Mollinedia jorgeorum
Mollinedia jorgeorum är en tvåhjärtbladig växtart som beskrevs av A.L. Peixoto. Mollinedia jorgeorum ingår i släktet Mollinedia och familjen Monimiaceae. Inga underarter finns listade i Catalogue of Life.